# The Gladiators
 (juin 2019).
Si vous disposez d'ouvrages ou d'articles de référence ou si vous connaissez des sites web de qualité traitant du thème abordé ici, merci de compléter l'article en donnant les références utiles à sa vérifiabilité et en les liant à la section « Notes et références ».
Pour les articles homonymes, voir Les Gladiateurs.
Pour le jeu vidéo d'Eugen Systems, voir The Gladiators: Galactic Circus Games
The Gladiators est un groupe de reggae jamaïcain formé en 1967.
La formation initiale se compose de trois amis issus du même quartier de Kingston 11 : Albert Griffiths, Errol Grandison et David Webber. Albert Griffiths enregistre son premier single You Are The Girl en 1967, qui sort en face B du Train to Skaville des Ethiopians, crédité à Al & The Ethiopians. Le premier succès du groupe est le single Hello Carol en décembre 1968.
En 1976, grâce à la signature avec le label Virgin, la tétralogie Trenchtown Mix Up, Proverbial Reggae, Naturality et Sweet So Till est distribuée partout en Europe. Beaucoup de leurs titres de cette période deviennent des classiques du reggae.
Clinton Fearon a quitté le groupe en 1987, et Albert Griffiths a passé en 2004 le relais à son fils, Al Griffiths, avec l'album Father and Sons.

## Biographie
Albert Griffiths, né en 1946, se retrouve à l’âge de 14 ans dans le ghetto de Trenchtown à Kingston. Il apprend la maçonnerie et commence à chercher du travail en ville. Albert Griffiths rencontre David Webber, ils tentent quelques auditions sans succès. Albert reprend son activité de maçon et travaille sur les chantiers. Il y rencontre notamment le contremaître Leonard Dillon (leader des Ethiopians) et Leebert Robinson qui va se lancer, pour eux, dans le business musical et organiser une session à Studio One. De cette séance sortira le 45t des Ethiopians Train to Skaville avec, en face B You are the Girl crédité à Al & The Ethiopians. Nous sommes alors en 1967. L'année suivante, Errol Grandison se joint au projet et le groupe devient de fait un trio auquel Albert, le leader, doit trouver un nom. Un ami lui confie que s'il était artiste, il appellerait son groupe The Gladiators. L'idée enchante Albert qui adopte définitivement ce nom.

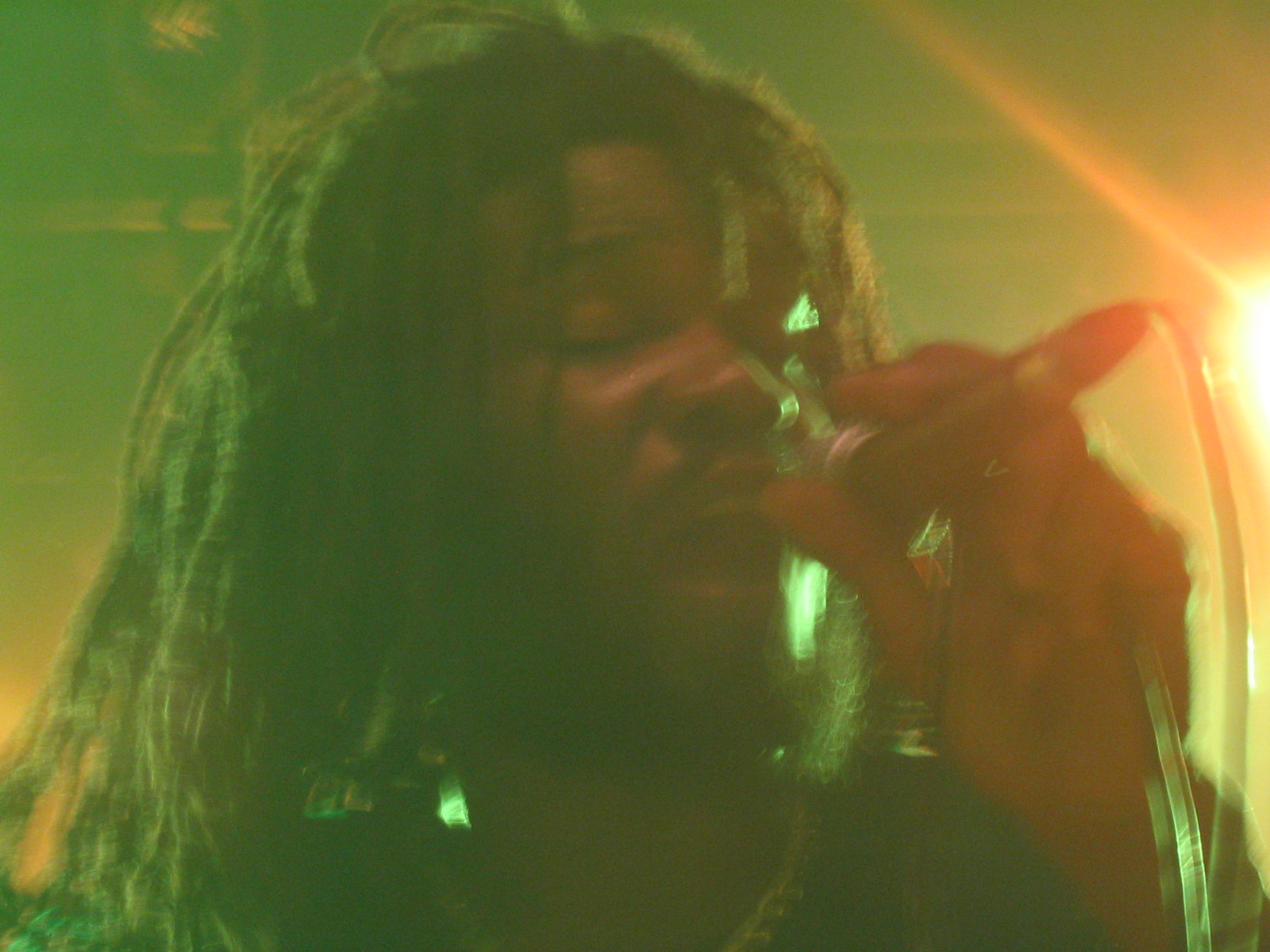
Al Griffiths lors du même concert à Montpellier

Les Gladiators, en réponse au 1er titre, enregistrent The train is coming back pour Robinson. En 1968, Albert Griffiths se rend à Studio One et s'invite à une session. Il enregistre l'un des plus gros tubes des Gladiators Hello Carol, qui sera leur seul hit en Jamaïque. En 1969, David Webber, souffrant de troubles mentaux inquiétants, se voit remplacé par un jeune venant des collines de St Andrews : Clinton Fearon. Les Gladiators vont alors jouer comme backing band d'artistes tels Burning Spear et Stranger Cole. En 1973, Errol Grandison quitte le groupe. Les Gladiators sont redevenus duo, Albert se souvient alors d'un collègue et l'invite à être le troisième membre du groupe : Gallimore Sutherland. Au début des années 1970, ils enregistrent Freedom Train, The Race pour Lloyd Daley puis Live Wire pour Duke Reid et Time pour Lee Perry. Albert Griffiths et Clinton Fearon enregistrent, au studio Black Ark de Lee Perry, l'accompagnement du Jah Vengeance de Yabby You en 1974. Mais c'est Coxsone qui va s'avérer être leur plus gros soutien. C'est à Studio One qu'ils vont enregistrer leurs plus grands succès : Jah Almighty, Roots Natty, Jah go before us... Coxsone compilera en 1979 quelques singles enregistrés au Studio One dans l'album Presenting The Gladiators.
En 1976, Bob Marley a déjà explosé au niveau international. Le producteur Tony Robinson décide de faire écouter les Gladiators à des producteurs britanniques. Il part avec une cassette et revient avec un contrat chez Virgin. Les Gladiators vont frapper très fort avec l'album Trenchtown Mix Up (enregistré au studio de Joe Gibbs) sur lequel on retrouve des titres originellement enregistré à Studio One aux côtés de la reprise de Bob Marley : Soul Rebel. En 1978 sort Proverbial Reggae qui confirme leur talent avec des titres historiques comme Jah Works, Dreadlocks The Time Is Now et Stick A Bush. En 1979, toujours produit par Prince Tony Robinson pour Virgin, le groupe sort Naturality d'où sont tirés les titres Write to Me et Get Ready. Cette même année, ils enregistrent à Channel One et sortent l'album à l'étrange pochette japonaise : Sweet So Till. Cette pochette, représentant un couple en plein préliminaire, est due à une erreur de la part de Virgin, la maison de disques du groupe s'occupant de tous les aspects marketing. En effet, les Britanniques ont pris la chanson titre de l'album pour une chanson d'amour d'un homme pour sa femme et ont donc choisi la pochette qui leur paraissait adéquate. Les membres du groupe furent surpris en voyant la pochette alors que la chanson parlait de marijuana. Ils partent ensuite pour leur première tournée et ils donnent leur premier concert au 100 Club à Londres.

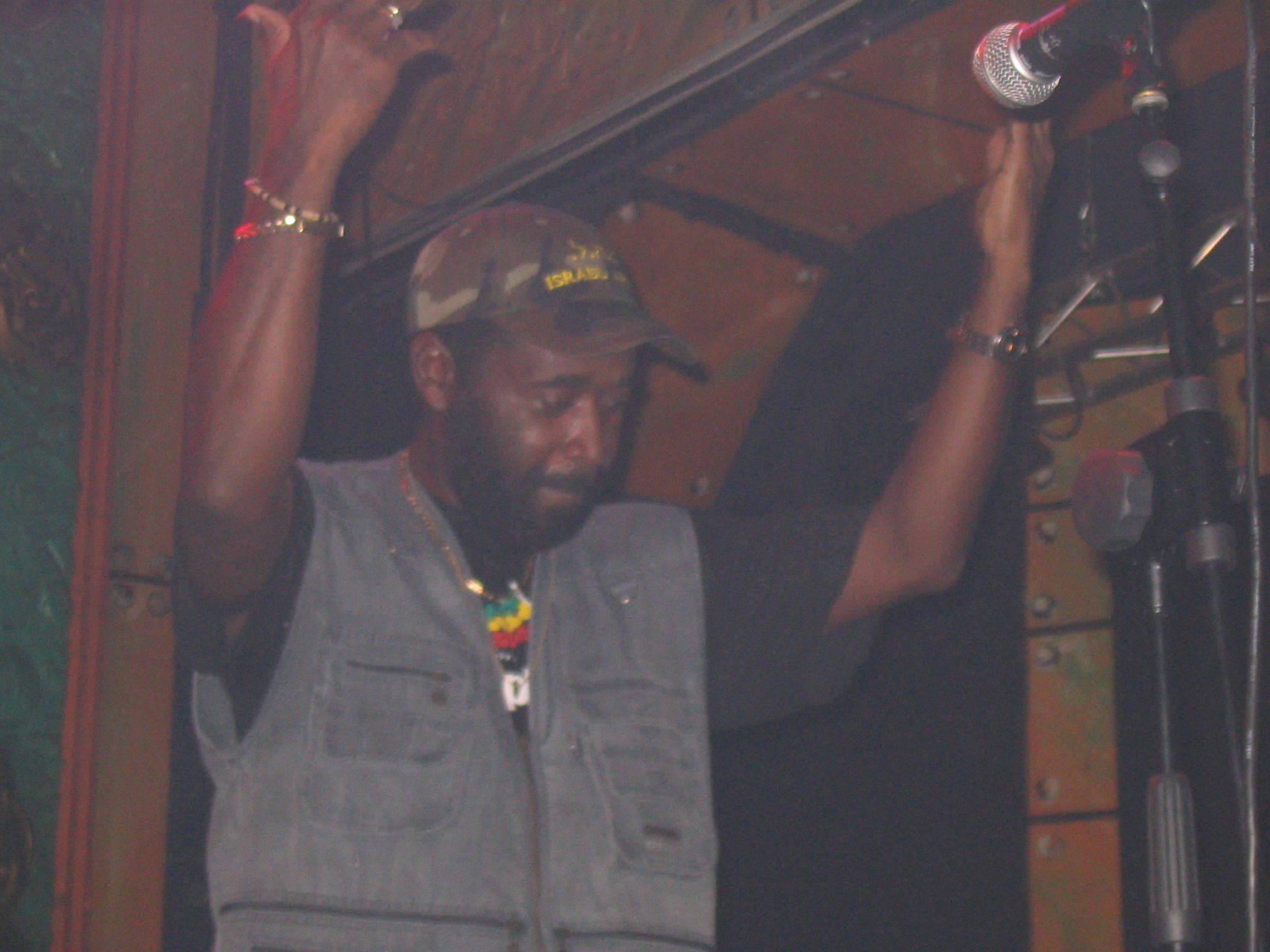
Le trompettiste, lors du même concert à Montpellier

En 1980, Virgin fait confiance à Eddy Grant pour produire le groupe et l'ouvrir à d'autres sonorités. Le résultat est un désastre ne ressemblant en rien à l'esprit Gladiators et sera très discuté par la critique. Albert Griffiths, Clinton Fearon et Gallimore Sutherland ne poseront que leur voix, les riddims étant pré-enregistrés par les musiciens d'Aswad. Ce sera le dernier album chez Virgin. En 1982, le label Nighthawks organise une tournée en Europe. Les Gladiators travaillent alors avec les producteurs Prince Tony Robinson (Gladiators by Bus et Babylon Street), Jacky Knafo (Back to Roots) et autoproduisent pour Nighthawks l'album Symbol of Reality. On les retrouve au Reggae Sunsplash de 1982, prestation enregistrée avec Israel Vibration (label Genes Records). Pour Nighthawks, le groupe enregistre deux albums avec US Tour EP (1983) et  Serious Thing (1984). En 1985, ils sortent Country Living chez Heartbeat Records qui les replace sur le devant de la scène roots. Ils partent en tournée internationale en 1986 et l'année suivante Clinton Fearon décide de rester à Seattle pour commencer une carrière solo. La décision de Clinton Fearon ne sera pas comprise. L'album suivant In Store For You (enregistré à Channel One) sera signé Albert Griffiths & The Gladiators.
Les Gladiators bénéficient d'un écho exceptionnel au niveau international. Étrangement, la formation est moins populaire en Jamaïque. Albert Griffiths adore la France et y vient chaque année. La production du groupe a toujours été soutenue avec, en moyenne, un album par an. Les paroles sont militantes et souvent emplis d'un humour cynique. Les harmonies vocales font aussi partie des grandes réussites et des raisons du succès. Le groupe a signé, en 2004, plus de trente albums. Le temps passe et Albert Griffiths, depuis ces trois dernières années, commençait à préparer sa sortie (sans véritablement avouer un franc départ). En octobre 2004 a commencé la dernière tournée d'Albert Griffiths & The Gladiators, avec les anciens comme Gallimore Sutherland, Clinton Ruffus, Ruddlowe Robinson, Earl 'Bagga' Walker et Vernon Sutherland auxquels s'ajoute la jeune génération chargée de prendre la relève : les fils Griffiths avec Anthony à la batterie et surtout Al Griffiths, héritier direct de la voix de son père. L'album des Gladiators intitulé Father and Sons est sorti sur le label français XIII bis Records en octobre 2004, et peut être considéré comme un passage de flambeau. Al Griffiths est chargé de continuer avec le groupe sans son père.
Albert Griffiths ouvre un night-club dans la Paroisse de St. Elizabeth en Jamaïque, qui ferme ses portes au bout de quelques années, faute de clients. Selon Clinton Fearon, Albert aurait été atteint de la maladie de Parkinson. En mars 2008, Albert serait entré à l'hôpital pour soigner un cancer de la gorge. Gallimore Sutherland meurt en janvier 2017, Albert Griffith en décembre 2020.

## Discographie

### Albums

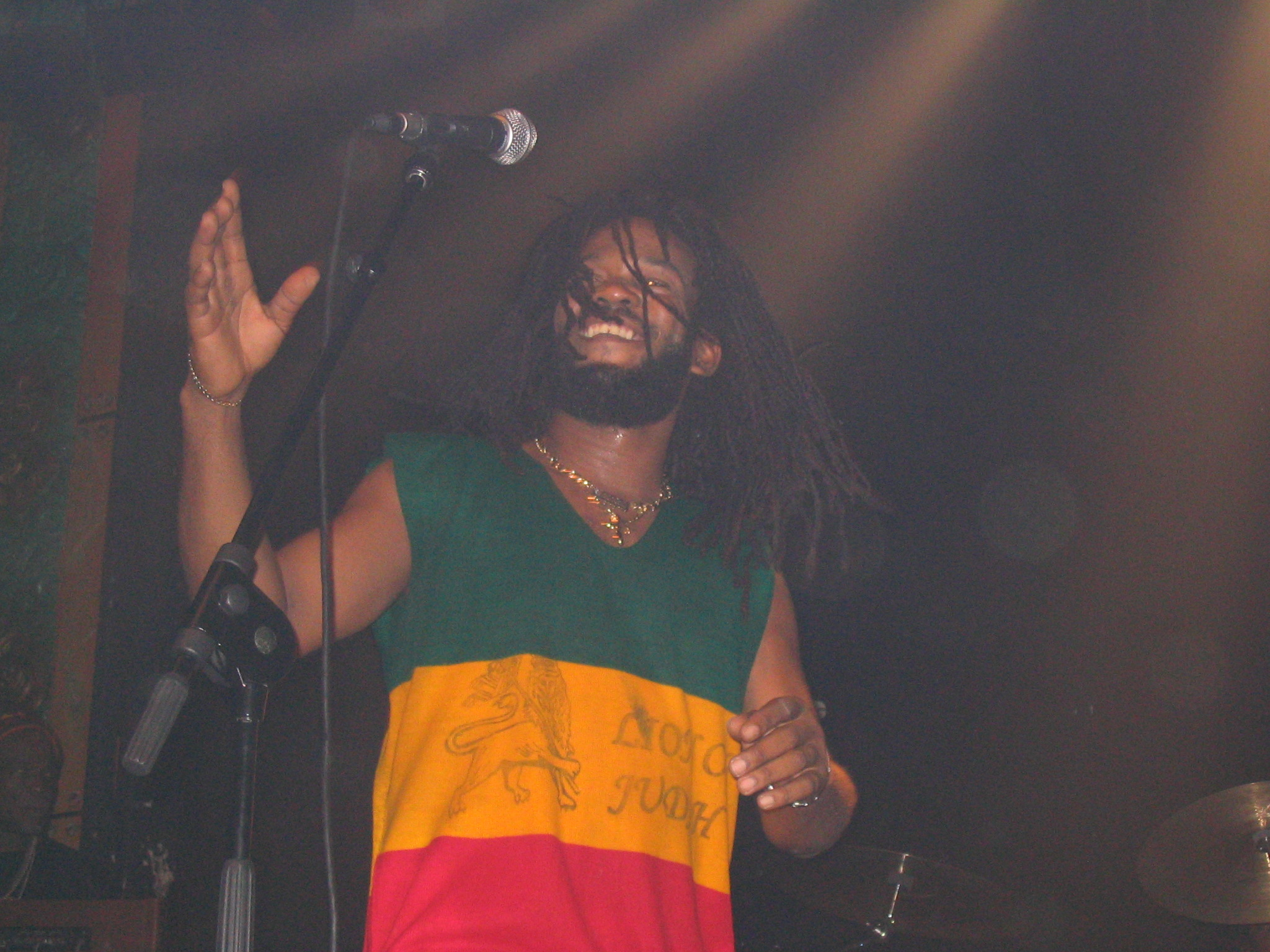
Al Griffiths, lors du même concert à Montpellier

En 1987, après une tournée aux États-Unis, Clinton Fearon reste à Seattle et quitte les Gladiators pour entamer une carrière solo. C'est la fin des Gladiators comme trio vocal.

### Singles & Maxis
- 1967 - Train to Skaville (The Ethiopians)/You are the Girl (WIRL)
- 1968 - The Train is coming back/Feeling So Fine (WIRL)
- 1968 - Socking Good Time/I'll take You To The Movie
- 1968 - You Were To Be (Treasure Isle)
- 196x - Live Wire (Treasure Isle)
- 1969 - Fling It Gimme (Studio One)
- 1969 - Hello Carol (Studio One)
- 1971 - Freedom Train (Studio One)
- 1972 - Sonia (Studio One)
- 1974 - Beautiful Locks (Studio One)
- 1974 - Boy In Long Pants (Studio One)
- 1974 - Bongo Red/Bongo Version (Studio One)
- 1974 - Watch Out (Studio One)
- 1974 - Time/Dub In Time (Upsetter)
- 1975 - On True Girl/Real True Dub (Upsetter)
- 1975 - Muss Muss Tail (National)
- 1975 - Rocka Man Soul (Syndicate)
- 1975 - Freedom Train (Matador)
- 1976 - Jah Jah Go Before Us (Studio One)
- 1976 - Know Yourself Mankind (TR Groovemaster)
- 1976 - Re Arrange (Studio One)
- 1976 - The Race (Demon)
- 1977 - Eli Eli/Black Sunday (TR Groovemaster)
- 1977 - Jah O Jah O/Economic Crisis (Trinity) (TR Groovemaster)
- 1977 - Mr Baldwin (Studio One)
- 1977 - Pocket Money/Evil Doers (Tr Groovemaster) (12")
- 1978 - Stick a bush/Music makers from Jamaïca (Virgin)
- 1978 - Nyah Bingi Marching On/Nyah Bingi Version (State Line)
- 1979 - Struggle/Praise to the most high (Frontline)
- 1979 - Holiday ride (Frontline)
- 1979 - Happy Man (Studio One)
- 197x - A Prayer To Thee (Studio One)
- 197x - Jah Almighty (Studio One)
- 197x - Stop This Fussing And Fighting (Studio One)
- 197x - Boy In Long Pants (Studio One)
- 197x - Righteous Man (Studio One)
- 197x - On The Other Side (Studio One)
- 197x - Big Boo Boo Dey (Studio One)
- 1980 - Tribulation (Studio One)
- 1980 - Light Up Your Spliff (George Nooks)/Miss Jones (TR Groovemaster) (12")
- 1982 - Marcus Garvey time/Follow the rainbow (L'Escargot)
- 1983 - Warning (Piramid Production)
- 1983 - Can't stop righteouness/Rum punch (Hit Bound) (10")
- 1983 - Mass charley/give praises (Sunset) (12")
- 1986 - Pretending (Studio One) (12")
- 2000 - Right Time (Mighty Diamonds)/Jah Works (Virgin)

## Anecdote
Il existe un autre groupe du nom de The Gladiators qui n'a rien à voir avec celui d'Albert Griffiths, qui enregistra en 1969 les morceaux Grooving Kinda Love, Jingle Bells ou Unusual Reggae pour le label anglais Revolution Rock Steady.